# Elbebrücke Wittenberge (A 14)
Die Elbebrücke Wittenberge ist eine im Bau befindliche, rund 1110 m lange Brücke der Bundesautobahn 14. Das Bauwerk soll parallel zur vorhandenen Straßenbrücke der Bundesstraße 189 westlich von Wittenberge bei etwa Stromkilometer 456,35 die Elbe und das eingedeichte südliche Vorland überspannen.

## Geschichte
Im Jahr 2007 unterzeichneten der damalige Bundesverkehrsminister Wolfgang Tiefensee und die Verkehrsminister der Bundesländer Sachsen-Anhalt und Brandenburg einen Vertrag über den Bau einer Autobahn zwischen den Autobahnkreuzen Schwerin und Magdeburg. Die Querung der Elbe wurde zwischen den Anschlussstellen Wittenberge und Seehausen-Nord vorgesehen. Den Wettbewerb zur Gestaltung einer Autobahnbrücke gewann 2008 eine Planungsgemeinschaft bestehend aus dem Ingenieurbüro Leonhardt, Andrä und Partner und dem Architekturbüro Jean-Jaques Zimmermann. Die Baumaßnahmen in diesem Streckenabschnitt der Autobahn wurden im Oktober 2020 begonnen.
Der Bauauftrag für die Elbebrücke vergab Anfang 2022 die DEGES an eine Bietergemeinschaft. Die Baukosten sollen voraussichtlich 170 Millionen Euro betragen. Die Fertigstellung ist für 2026 geplant.

## Konstruktion
Die Geometrie der neuen, 1110,5 m langen Brücke entspricht bezüglich der Stützenlage dem benachbarten Bestandsbauwerk der Bundesstraße 189. Dementsprechend ist ein Brückenzug bestehend aus einer dreifeldrigen Strombrücke, einer 14-feldrigen Vorlandbrücke am südlichen Elbufer und einem dazwischen angeordneten Trennpfeiler geplant. An beiden Seiten sind zwischen 4,00 m und 6,50 m hohe Lärmschutzwände vorgesehen, so gestaltet, dass Vögel sie als Hindernis erkennen.
Als Strombrücke ist eine rund 32 m breite, 412 m lange, dreifeldrige Stahlverbundbrücke mit Stützweiten von jeweils 126 m in den beiden Randfeldern und 160 m im Innenfeld geplant. Kennzeichnend für den einteiligen, stählernen Hohlkastenquerschnitt mit beidseitigen Kragarmen ist in Längsrichtung ein wellenförmig gestalteter, mittig angeordneter Hauptträger, der seine maximale Höhe über den Strompfeilern erreicht. Die Fahrbahnplatte besteht aus einer orthotropen Platte, verbunden durch Kopfbolzendübel mit einer 15 cm dicken Aufbetonschicht. Die Strombrücke wird am nördlichen Ufer zusammengebaut und von dort aus eingeschoben. Dabei kam beim Verschub zum südlichen Strompfeiler eine Hilfsstütze auf einem mitschwimmenden Ponton auf der Elbe zum Einsatz.
Als Vorlandbrücke sind zwei zusammen bis zu 32 m breite Teilbauwerke aus Spannbeton mit einem 3,0 m hohen und einstegigen Plattenbalkenquerschnitt geplant. Die Gesamtstützweite von 695,15 m der Bauwerke setzt sich zusammen aus Einzelstützweiten von 44,5 m, 12 × 50 m und 50,65 m. Die Herstellung soll mit einer Vorschubrüstung von Süden aus erfolgen.
Die Gründung der massiven Pfeiler erfolgt mit Großbohrpfählen.